# Bückeberg (Landkreis Schaumburg)
Der Bückeberg ist ein bis 373 m ü. NHN hoher Höhenzug im Weserbergland. Er liegt zwischen Bad Eilsen und Bad Nenndorf im niedersächsischen Landkreis Schaumburg.

## Geographie

### Lage

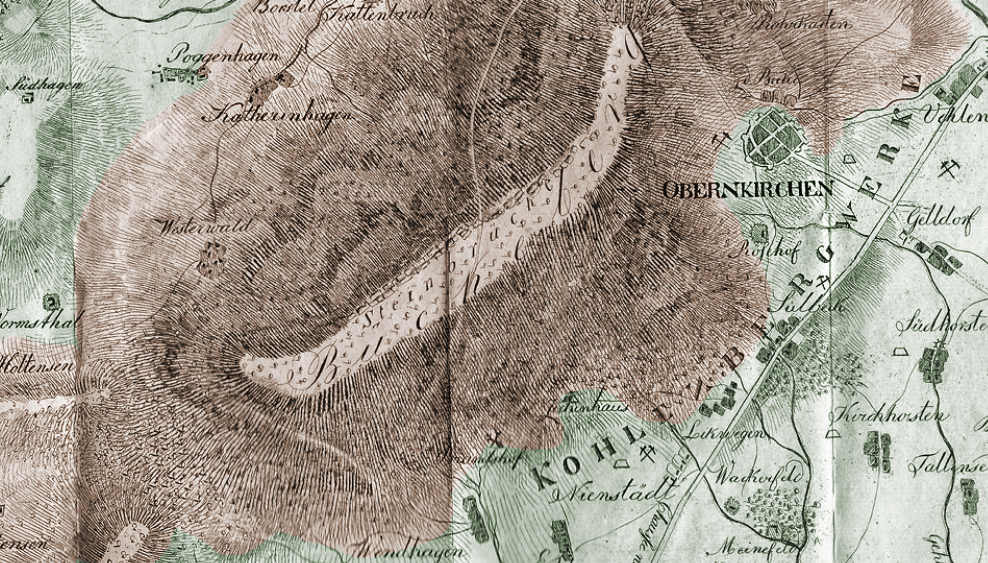
Der Bückeberg von Anton Wilhelm Strack, 1810

Der Bückeberg liegt im Norden des Naturparks Weserbergland Schaumburg-Hameln zwischen den Höhenzügen Harrl im Westen und Deister im Osten. Er befindet sich zwischen den Ortschaften Stadthagen im Norden, Bad Nenndorf im Nordosten, Lauenau im Osten, Rehren im Süden, Bad Eilsen im Südwesten und Bückeburg (etwas entfernt) und Obernkirchen im Westen.

### Naturräumliche Zuordnung
Der Bückeberg bildet (zusammen mit dem Höhenzug Harrl) in der naturräumlichen Haupteinheitengruppe Weser-Leine-Bergland (Nr. 37), in der Haupteinheit Calenberger Bergland (378) und in der Untereinheit Bückebergland (378.0) den Naturraum Bückeberge (mit Harrl) (378.00).
Die Landschaft vom Hauptteil des Bückebergs fällt nach Nordosten über Südosten bis Südwesten in die Naturräume Rodenberge (378.01), Reinsdorfer Hügelland (378.04) und Kathrinhagener Hochbecken (378.03) ab sowie beim Harrl nach Süden und Westen in den Naturraum Kleinenbremener Becken (378.02). Nach Norden fällt sie vom Hauptteil in die Untereinheit Stadthagener Lößhang (522.3) ab und vom Harrl in die Untereinheit Bückeburger Lößhügelland (522.1), die beide in der Haupteinheitengruppe Niedersächsische Börden (52) zur Haupteinheit Bückebergvorland (522) gehören.

### Topographie und Ausdehnung

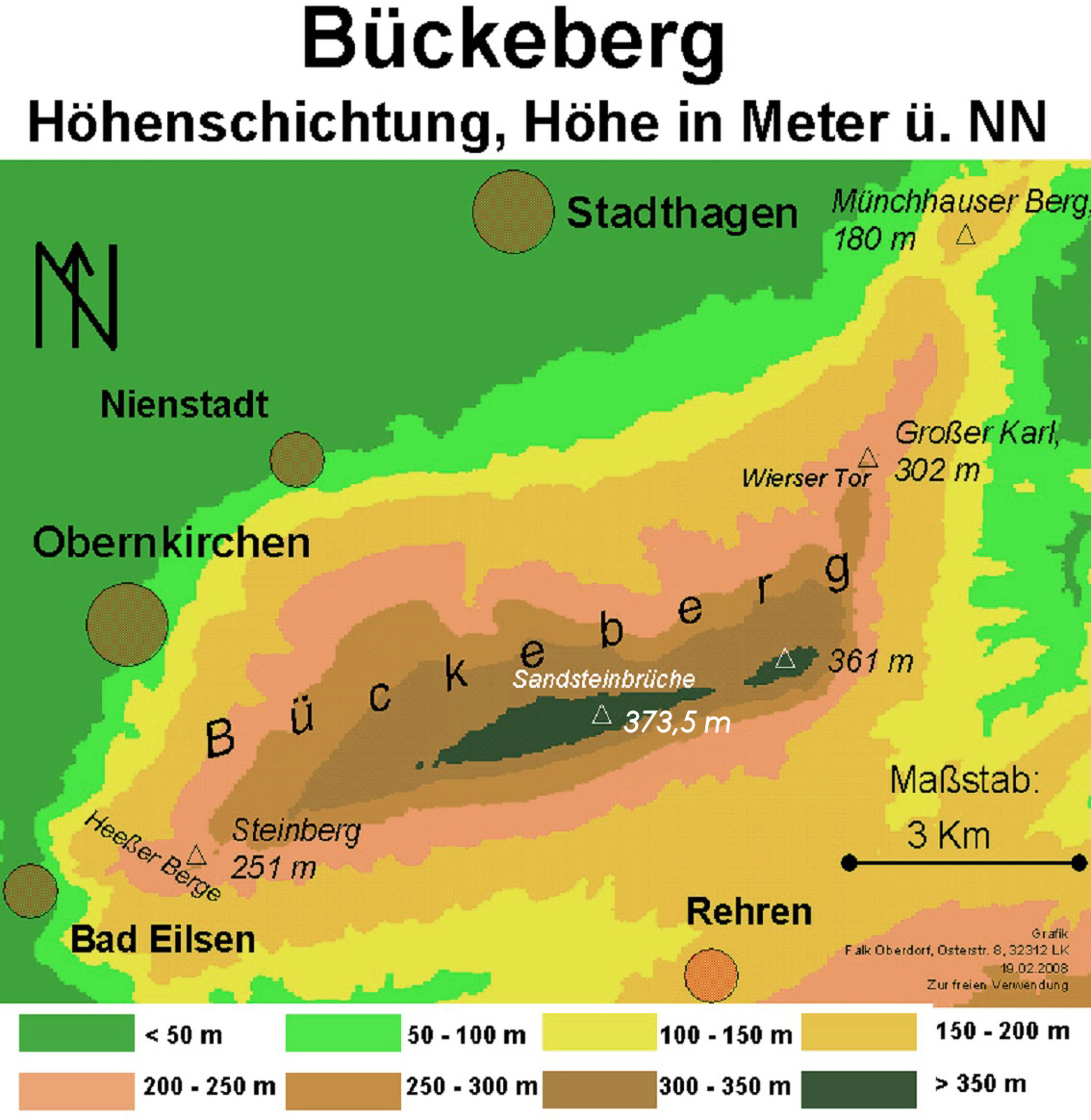
Physische Karte des Bückebergs

Der von Südwesten nach Nordosten verlaufende etwa 20 km lange Kamm, der auf 200 m bis etwa 373 m Höhe liegt, hat nur wenige Erhebungen, wie der Große Karl (301,7 m) bei Reinsdorf. Hier knickt der Verlauf nach Norden ab und endet mit dem Münchhausener Berg und dem Heisterberg bei Beckedorf. Während am flachen Nordhang bereits die Norddeutsche Tiefebene beginnt, liegt am eher steilen Südhang das Auetal, durch das die Bundesautobahn 2 verläuft.

### Berge und Erhebungen
Zu den Bergen und Erhebungen des Bückebergs gehören − sortiert nach Höhe in Meter (m) über Normalhöhennull (NHN):
- unbenannter Punkt (373,3 m)[2],  (52° 15′ 38,6″ N, 9° 12′ 37,3″ O) zwischen Wendthagen und Kathrinhagen.
- Hartkuppe (ca. 370 m); siehe Abschnitt Militär, zwischen Hörkamp und Altenhagen
- Großer Karl (301,7 m), zwischen Hörkamp, Reinsdorf und Sundern
- Steinberg (260,3 m), zwischen Krainhagen und Rolfshagen
- Heeßer Berge (240 m), zwischen Bad Eilsen, Krainhagen und Rolfshagen
- Münchhausener Berg (185,1), zwischen Heuerßen und Groß Hegesdorf
- Heisterberg (168 m), südwestlich von Beckedorf

### Gewässer
Die zahlreichen den Bückeberg entwässernden Bäche werden von der Bückeburger Aue und der Rodenberger Aue aufgenommen. Einige Bäche führen nur in der kalten Jahreszeit Wasser.
Im Norden zwischen Beckedorf und Liekwegen:
- Hessbach
- Südbach
- Vornhägerbach/Ziegenbach
- Bornau
- Aalbach
- Flothbach
- Helsengrundbach
- Schleplingsbach
- Mühlenbach
- Schierbach

Im Westen zwischen Obernkirchen und Heeßen:
- Liethbach
- Hühnerbach
- Bombeeke
- Tiefentalsbeeke
- Grabingsbeeke

Im Süden zwischen Buchholz und Altenhagen:
- Langensieksbeeke
- Horstsieksbach
- Steinbeeke (auch Bismarcksbeeke)
- Franzsieksbeeke
- Brücherbeeke
- Tiefensieksbeeke
- Brinkbeeke

Im Osten zwischen Sundern und Kleinhegesdorf:
- Wierser Bach
- Breite Siek
- Salzbach
- Soldorfer Bach

### Ortschaften
Zu den Ortschaften im und am Bückeberg gehören:
| - Ahnsen - Apelern - Auetal - Bad Eilsen - Bad Nenndorf | - Beckedorf - Buchholz - Heeßen - Heuerßen | - Nienstädt - Obernkirchen - Rehren - Stadthagen |

## Geologie
Der Kamm des Bückebergs besteht aus festem, hellem Sandstein, dem Obernkirchener Sandstein. Der westliche Bückeberg enthält Schieferton und Steinkohle, die hier früher auch abgebaut wurde. Im südöstlichen Bereich liegen Jura-Kalke mit Salzeinlagerungen. Hier entstehen die Solequellen bei Soldorf, die in Bad Nenndorf für Bäder genutzt werden.

## Natur

### Flora und Fauna
Der Bückeberg trägt Buchen-Fichtenmischwald, in dem es viele andere Baumarten gibt wie Douglasie, Birke, Ahorn und Hainbuche. Darüber hinaus findet man noch zahlreiche Pflanzenarten wie Märzenbecher, Seidelbast, Besenginster und verschiedene Farne und Pilze.
Der Bückeberg beherbergt Rehwild, Europäische Mufflons und Schwarzwild. Selten zeigen sich Schleiereule, Turmfalke, Gabelweihe, Uhu,
Schwarzstorch, Tannenhäher, Gelbbauchunke, Baummarder und Steinmarder.

### Schutzgebiete
Auf den im Westen befindlichen Heeßer Bergen, dem vom Steinberg in Richtung Westen und Südwesten abfallenden Bückeberghang, liegt das Naturschutzgebiet (NSG) Teufelsbad (CDDA-Nr. 82697; 1975 ausgewiesen; 63 ha groß) mit dortigem Fauna-Flora-Habitat-Gebiet Teufelsbad (FFH-Nr. 3720-331; 66 ha). Zwischen Borsteler Hude und der Borsteler Siedlung Rolfshagen befindet sich das NSG Alte Tongrube Borstel (CDDA-Nr. 81268; 1983; 5 ha). Bei Liekwegen liegt das NSG Alter Steinbruch Liekwegen (CDDA-Nr. 555514022; 2010; 22 ha). Der gesamte restliche Höhenzug ist Landschaftsschutzgebiet (LSG).

## Nutzung

### Ressourcen
Über Jahrhunderte wurde im Bückeberg Kohle abgebaut. Neben der Forstwirtschaft nimmt der Gesteinsabbau im Bereich des Bückebergs eine wichtige Stellung ein. Der abgebaute Obernkirchener Sandstein gehört zu den besten Sandsteinen Europas. Er wurde für viele bekannte Bauten verwendet, wie dem Kölner Dom, die Rathäuser in Bremen und Antwerpen sowie die Börse im norwegischen Bergen. Wegen seiner Verschiffung auf der Weser bis nach Bremen ist er wegen des Umschlagortes Bremen unter dem Namen Bremer Stein international bekannt.

### Militär
Auf der Hartkuppe, dem östlichen Teil des Hauptkamms (ca. 370 m), liegt das Gelände einer ehemaligen Flugabwehr-Raketenstation der NATO. Es befindet sich am Kammweg nordwestlich oberhalb des Auetaler Ortsteils Altenhagen und südsüdöstlich oberhalb des Stadthagener Ortsteils Hörkamp im Grenzbereich zur Gemeinde Apelern, von deren Gebiet sich ein langgestreckter Zipfel südwestwärts von Reinsdorf zum einstigen Militärgelände zieht. Das nach dem Truppenabzug der Landmacht (niederländische Soldaten) verwahrloste Gelände ist weiträumig umzäunt und wird heute fast nur noch von dem auf dem nahen Heeresflugplatz Bückeburg ansässigen Internationalen Hubschrauberausbildungszentrum der Bundeswehr für Start- und Landeübungen von Hubschraubern benutzt.
Am 4. Oktober 1989 fand im Bückeberg der so genannte 9. Orientierungslauf als Orientierungslaufmeisterschaft des ehemaligen Wehrbereichskommandos II der Bundeswehr (mit Sitz in Hannover) statt. Die Schirmherrschaft dieser Meisterschaft, an der Soldaten aus Garnisonen der Bundesländer Niedersachsen und Bremen teilnahmen, hatte der Kommandeur des Wehrbereichs II, Generalmajor Adalbert von der Recke.

### Freizeitgestaltung und Sport
Auf dem Höhenzug befindet sich im Gemeindegebiet von Obernkirchen das Jugend-, Bildungs- und Freizeit-Centrum (JBFC), das Mitte der 1970er Jahre aus einer Umwidmung der ehemaligen Steinhauer-Siedlung der Obernkirchener Sandsteinbrüche hervorgegangen ist. Auf den Sportanlagen des JBFC fand bis 2012 alljährlich das Jahn-Bergturnfest und das eingegliederte Schaumburger Kinder- und Jugendturnfest statt. Das Bergturnfest hieß in seiner Anfangszeit ab 1935 Jahn-Erinnerungsturnen und löste den Lauf um den Bückeberg ab, der bis 1934 durchgeführt wurde. Der von 1935 bis Ende der 1970er Jahre genutzte Turnplatz in der Nähe des Jahn-Turmes existiert heute nicht mehr.
Alljährliche Veranstaltungen sind:
- Bücke-Berglauf
- Rad-Zeitfahren zwischen Süße Mutter und Gasthaus Walter
- Rollskiläufe, zum Teil als Deutsche Meisterschaften
- Schaumburger Wandertag im Mai
- Schaumburger Mountainbike-Tag im Oktober

### Wanderwege
Es gibt auf dem Bückeberg, neben vielen Wirtschaftswegen ohne Beschilderung, einige Wanderwege. Dazu gehören der  51 Kilometer lange, von Porta Westfalica nach Bad Nenndorf verlaufende und nach dem Bückeberg benannte „Bückeberg-Weg“ ( X11 ). Der Dachtelfeldweg von Stadthagen nach Bösingfeld überquert den Bückeberg, ebenso der Pilgerweg Loccum–Volkenroda und der Sigwardsweg. Vom Bückeberg bieten sich vielerorts Ausblicke, unter anderem in das Norddeutsche Tiefland.

### Waldgaststätten
Zu den Waldgaststätten im und am Bückeberg gehörten:
- Gasthaus Walter Zum Bückeberg, auf der Bückeberg-Hochlage neben dem Jugend-, Bildungs- und Freizeit-Centrum (JBFC) (von 1870 bis 1996 im Eigentum der Familie Walter; geschlossen)
- Süße Mutter, am Nordwestrand von Auetal-Rolfshagen (am Abzweig der K 65 von der L 442; geschlossen seit 30. Juni 2013).

## Geschichte

### Fossilien

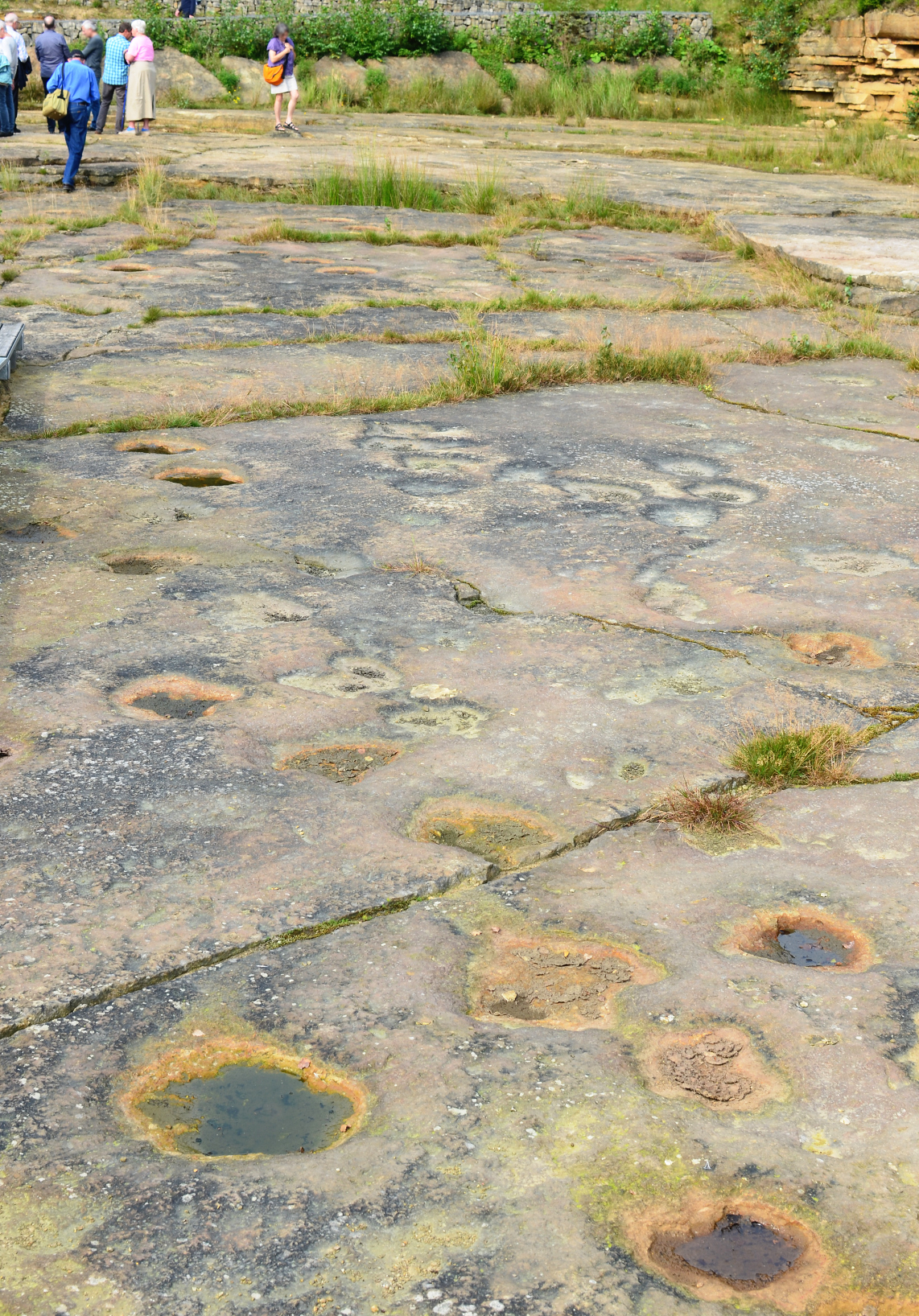
Dinosaurierfährten von Obernkirchen

In den Steinbrüchen des Bückebergs fand man zahlreiche Spuren von Dinosauriern. Im September 2008 wurde der Öffentlichkeit eine „Weltsensation“ der Paläontologie vorgestellt. In einem Steinbruch wurden die Dinosaurierfährten von Obernkirchen, unter anderem von Raptoren, gefunden, die von großer wissenschaftlicher Bedeutung sind. Fünf Trittsiegel des Iguanodon sind heute in Bad Nenndorf neben dem Schlösschen zu sehen. Ebenso sind in Bückeburg, Obernkirchen und anderen Orten derartige Trittsiegel zu sehen.

### Bauwerke
Auf einem Hang oberhalb des Hühnerbachs bei Obernkirchen liegen die Reste der Bückeburg, einer sogenannten Sachsenburg mit heute kaum noch wahrnehmbaren Wallanlagen (nicht zu verwechseln mit der Bückeburg im gleichnamigen Ort). Auf dem Heisterberg bei Beckedorf befand sich das Heisterschlösschen, eine Ringwallanlage mit 65 m Durchmesser aus dem 10. Jahrhundert.

### Gedenkstätten
Auf der Jahn-Wiese steht als Reminiszenz an das Lebenswerk von Friedrich Ludwig Jahn das Jahn-Denkmal. Neben der Mehrzweckhalle des Jugend-, Bildungs- und Freizeit-Centrums Bückeberg wurde ein Stein gesetzt mit der Inschrift „Treue ist das Mark der Ehre“. Daran ist eine kleine Plakette angefügt, die an den Begründer des Jahn-Bergturnfestes, Ernst Stahlhut, hinweist. Der Stein stand früher auf einem Hügel neben dem Gasthaus Walter.

### Etymologie
Es gibt keine sichere Deutung des Namens Bückeberg (sowie des Ortsnamens Bückeburg). Allerdings ist der Name von Bukkigau abgeleitet, dessen erste Erwähnung auf die Chronik Einhards vom Anfang des  9. Jh. mit Bezug auf das Jahr 775 zurückgeht. Während seines Feldzugs gegen die Sachsen hielt sich die Armee Karls des Großen „im Gau, der Bucki genannt wird“, auf (in pago, qui dicitur Bucki oder in pagum qui Bucki vocatur). Die Deutungen, nach denen Bucki (Bukki) von „Buche“ (altgerm. bōk, aber kein Beleg für eine Form būk) oder von dem Opfertier „Bock“ (altsächs. bukka) abgeleitet worden sei, erscheinen heute aus sprachgeschichtlichen Gründen unwahrscheinlich. In Bezug auf den Namenskundler Adolf Bach privilegieren der Historiker Adolf Börzler (1960) und der Philologe Wolfgang Laur (1993) die Ableitung aus dem Wort „Gebück(e)“, eine „verflochtene Heckenschutzwehr aus jungen Hainbuchen“, aus dem mittelhochdeutschen Verb bücken, bucken, aus biegen gebildet, das seinerseits vom mittelhochdeutschen biogan „biegen, beugen, krümmen“ abstammt.
Ältere Nennungen des Höhenzugs stehen im Singular. Dazu gehören collis Buzeburch (1181) „Berg/Hügel von Bückeburg“, uppem Buckeberghe (1485) „auf dem Bückeberge“  und unses Berghes ghenant de Buckesberch (1503). Im Atlas des Deutschen Reiches von 1902 auf der Karte der Provinz Hannover erscheint der Name im Plural abgekürzt als Bückebge. In der Zeit des Nationalsozialismus führte das NS-Regime ab 1933 sein jährliches „Reichserntedankfest“ auf dem Bückeberg bei Hameln durch. Da die Gefahr einer Verwechslung zwischen den zwei namensgleichen Bergformationen entstand, schlug der „Hannoversche Wander- und Gebirgsverein“ vor, den Bergzug bei Obernkirchen in „Bückeburger Wald“ umbenennen zu lassen. Trotz der Zustimmung durch die zuständigen NS-Verwaltungsbehörden setzte sich der Name wegen der Intervention des „Schaumburg-Lippischen Heimatvereins“ nicht durch. Ein Vertreter des Vereins schlug als Alternative den Plural, also Bückeberge, vor. In den 1930er Jahren ist der neue Name dann gebräuchlich geworden. Erst in den 1990er Jahren begann erneut eine Diskussion um die Namensform.
In einigen Karten und Lexika nach 1945 findet sich für den Bückeberg die Bezeichnung im Plural als Bückeberge. Es ist nicht unüblich, die Bezeichnung im Singular zu gebrauchen („Wir gehen zum Bückeberge“). In amtlichen Karten wurde der Plural Bückeberge erstmals 1961 benutzt. Das Landesvermessungsamt Niedersachsen legte 2005 verbindlich die Bezeichnung Bückeberg für den Höhenzug in seiner ganzen Ausdehnung fest, so dass offiziell die jahrhundertelang gebräuchliche Bezeichnung in die Karten übernommen wurde.
Der Bergname Bückeberg ist viermal vergeben. Neben dem Bückeberg mit 160 m ü. NHN bei Hagenohsen gibt es noch den Bückeberg mit 250 m ü. NHN bei Gernrode im Ostharz. Auch auf dem Gebiet der Stadt Eschwege befindet sich bei den Ortsteilen Niederhone  und Oberhone ein Bückeberg.

### Böxenwolf
In alten Volkssagen wird vom sogenannten „Böxenwolf“ berichtet, eine Art Werwolf und Aufhocker, der in der Nacht einsamen Wanderern in der Nähe der Ortschaften am Bückeberg auf den Rücken springt, sich von ihnen tragen lässt und erst nach einer ganzen Weile wieder von ihnen ablässt. Historisch belegt soll es sein, das in ersten Viertel des 20. Jahrhunderts ein junger Mann mit einem zottigen Wolfsfell bekleidet dort seinen Schabernack trieb.
„Ein von Liekwegen kommender Mann wurde von ihm in der Nähe von Rösehof angesprungen, und wie üblich ließ sich der Böxenwolf von dem Mann eine Weile tragen. Als er jedoch abspringen und sich in Sicherheit bringen wollte, hielt ihn der unerschrockene Mann an den über seine Schultern gelegten Armen fest, worauf ein lautstarkes Ringen und Kämpfen begann. Durch diesen Lärm aufmerksam geworden, eilten Meister und Gesellen der Aldagschen Schmiede, die sich wegen der Erledigung einer dringenden Arbeit noch in dieser aufhielten, dem Mann zu Hilfe. Gemeinsam zogen sie den Böxenwolf in die erleuchtete Schmiede, wo sie der unheimlichen Gestalt das Fell abzogen und ihr eine ordentliche Tracht Prügel verpassten. Nachdem die Verkleidung ganz herunter war, stellte sich heraus, das unter dem Fell ein in der Nähe der Stadt wohnender Mann versteckt war, der sich einen Spaß daraus machte die Leute zu erschrecken. Seit jenem Abend ist es mit dem Böxenwolf in Obernkirchen vorbei.“ (Text an den Tafeln Denkmal Der Böxenwolf von Obernkirchen)

## Historische Kulturlandschaft
Der Bückeberg liegt innerhalb der 25 km² großen historischen Kulturlandschaft Bückeberger Abbaulandschaft, die von landesweiter Bedeutung ist. Diese Zuordnung zu den Kulturlandschaften in Niedersachsen hat der Niedersächsische Landesbetrieb für Wasserwirtschaft, Küsten- und Naturschutz (NLWKN) 2018 getroffen. Ein besonderer, rechtlich verbindlicher Schutzstatus ist mit der Klassifizierung nicht verbunden.